# Azuurschoudertangare
De azuurschoudertangare (Thraupis cyanoptera) is een vogelsoort uit de familie Thraupidae (tangaren). De vogel werd in 1817 door Louis Jean Pierre Vieillot geldig beschreven. Het is een voor uitsterven gevoelige soort uit het Atlantisch Woud aan de oostkust van Brazilië.

## Kenmerken
De vogel is 18 cm lang. Het is een vrij grote tangare met een forse snavel. Het verenkleed is overwegend blauwachtig. De kop en de bovenzijde van de vogel is vrijwel egaal blauwgrijs. De kruin is meer blauw en de slagpennen van de vleugel hebben turkooisblauwe randen.Van onder is de vogel lichter en ook egaal grijsblauw. Het oog is donker, de bovensnavel is van boven bijna zwart en de ondersnavel is blauwgrijs. De poten zijn donker, hoornkleurig grijs. Er is geen verschil tussen de seksen.

## Verspreiding en leefgebied
De soort is endemisch in Brazilië. Het leefgebied bestaat uit natuurlijk bos en montaan bos behorend tot het Atlantisch Woud op de oosthellingen van de Serra do Mar tussen de 200 en 1200 m boven zeeniveau. Dit gebied strekt zich uit over een lange strook langs de oostkust van Brazilië in de deelstaten Espírito Santo, Minas Gerais en Rio Grande do Sul. Het is een bosvogel die leeft in de boomkronen en langs bosranden.

## Status
De grootte van de populatie werd is niet gekwantificeerd. De leefgebieden zijn  onderhevig aan  habitatverlies; ze worden aangetast door ontbossing waarbij natuurlijk bos wordt omgezet in gebied voor agrarisch gebruik, industrialisatie, mijnbouw en verstedelijking. Om deze redenen staat deze soort als gevoelig op de Rode Lijst van de IUCN.